# Tro, hopp och rånare
Tro, hopp och rånare är en svensk dokumentärfilm från 2007 i regi av Stefan Berg som även skrev manus.
Filmen skildrar rånbrottsligheten på Malmös gator och följer Glen och Frida från polisens rånkommission. Tillsammans med socialarbetaren Mohamed försöker de minska antalet rånbrott. Filmen följer även två unga rånare, Mahdi och Halid, som bestämt sig för att försöka sluta att begå brott.
Tro, hopp och rånare producerades av Malin Fors och fotades av Berg och Palle Malmros. Den premiärvisades 10 september 2007 på Inkonst i Malmö och senare samma år visades den av Sveriges Television.